# Unguraș
Unguraș es una comuna de Rumania, en el distrito de Cluj. Su población en el censo de 2002 era de 3.075 habitantes.
- Datos: Q12725236

1. ↑  Worldpostalcodes.org,código postal n.º 407570.